# Cão Fila de São Miguel
Cão Fila de São Miguel – jedna z ras psów, należąca do grupy psów w typie pinczera i sznaucera, molosów, szwajcarskich psów pasterskich oraz innych ras, zaklasyfikowana do sekcji molosowatych. Nie podlega próbom pracy.

## Rys historyczny
Rasa pochodzi z São Miguel, największej wyspy na Azorach.

W 1995 r. została tymczasowo przydzielona do drugiej sekcji (psy zaganiające) pierwszej grupy. Cão Fila de São Miguel spokrewniony jest z, teraz już nieistniejącym, psem z Terceira.

## Wygląd
Jest to pies krzepki, nieco dłuższy niż wyższy. Ogon kopiowany na drugim lub trzecim kręgu (w krajach, w których nie jest to zabronione).

### Szata i umaszczenie
Szata: sierść jest krótka, gęsta i szorstka, trochę dłuższa na ogonie, tylnych łapach i wokół odbytu.

Umaszczenie: płowe; w różnych odcieniach szarości; zawsze z ciemniejszymi pasami/plamami; białe znaczenia dopuszczalne na czole, od podbródka do klatki piersiowej oraz niewielkie na łapach.

## Zachowanie i temperament
Ostry wobec obcych, lecz przyjazny w stosunku do właściciela.

## Użytkowość
Pies zaganiający i stróżujący. Ostrożny podczas pracy z bydłem.